# Dominique Chaix
Dominique Chaix ( * 8 de junio de 1730, Rabou - 21 de julio de 1799 ) fue un abate y botánico amateur francés.
En 1766, enseña Botánica, y entre sus discípulos está Dominique Villars (1745-1814) que lo forma en la botánica y lo vincula con la obra del genial Carlos Linneo (1707-1778). 
Trabajó muy activamente en el Museo Departamental de Gap, el Museo lo honra con el respetable « hombre de las Luces ». El Museo conserva fragmentos de su herbario y sobre todo de su sorprendente obra en cinco volúmenes « Herbier d’Oiseaux »; allímuestra muchas presentaciones de los animales figurativamente, cada una en actitudes diferentes, a fin de permitir a los lectores estudiarlos profundamente.
Su problemática con la clasificación binomial de Linneo, se refleja científicamente en su correspondencia a su discípulo el Dr. Dominique Villars, entre 1772 y su deceso en 1799.

## Otras obras
- Villars, Dominique. 1786. Histoire des plantes de Dauphiné. Tome premier. "Plantae Vapincenses, sive enumeratio plantarum in agro Vapicensi à valle le Valgaudemar, ad amniculum le Buech, propè Segesteronem, spontè nascentiu,, aut oeconomicè cicurum", por el Abate Dominique Chaix, p. 309-377 --este trabajo se publicó anteriormente, como folleto, en Grenoble, en 1785 [cf. P. Perret & H.M. Burdet, "Les "Plantae Vapincenses" de Dominique Chaix et les travaux floristiques de Dominique Villars en Dauphiné", in Candollea, vols. 36(2), p. 400-408, 1981]. 468 pp. Archivado el 22 de marzo de 2014 en Wayback Machine.

## Honores
En su honor se nombra:
- (Gesneriaceae) Chaixia Lapeyr. 1818
- (Asteraceae) Picris chaixii Poir. 1816
- (Poaceae) Poa chaixii Vill.
- (Primulaceae) Primula chaixii Derganc 1904

## Fuente
- Williams, R.L. 1997. The Letters of Dominique Chaix, Botanist-Curé (International Archives of the History of Ideas / Archives internationales d'histoire des idées). Springer. 308 pp. ISBN 0-7923-4615-7
- Williams, R.L. 1999. The Letters of Dominique Chaix, Botanist-Cure. Isis, Vol. 90, N.º 1 (mar 1999), pp. 122-123

- La abreviatura «Chaix» se emplea para indicar a Dominique Chaix como autoridad en la descripción y clasificación científica de los vegetales.[1]

Se poseen 107 registros IPNI de sus identificaciones y nombramientos de nuevas especies.